# Finkenberger Almbahn
| Finkenberger Almbahn 1 | Finkenberger Almbahn 1                 |
| ---------------------- | -------------------------------------- |
| Standort:              | Finkenberg, Tirol                      |
| Bauart:                | 10er-Einseilumlaufbahn                 |
| Baujahr:               | 2017                                   |
| Berg:                  | Penken                                 |
| Talstation:            | Finkenberg , 878 m ü. A.               |
| Bergstation:           | Mittelstation , 1760 m ü. A.           |
| Höhendifferenz:        | 882 m                                  |
| Streckenlänge:         | 1780 m                                 |
| Fahrdauer:             | 7 min                                  |
| Fahrgeschwindigkeit:   | 6 m/s                                  |
| Anzahl der Gondeln:    | 56 Stk.                                |
| Anzahl der Stützen:    | 13 Stk.                                |
| Kapazität:             | 2400 Pers./Stunde                      |
| Hersteller:            | Doppelmayr                             |
| Betreiber:             | Zillertaler Gletscherbahn GmbH & Co KG |
| Website:               | www.hintertuxergletscher.at            |

| Finkenberger Almbahn 2                | Finkenberger Almbahn 2                 |
| ------------------------------------- | -------------------------------------- |
| Talstation der Finkenberger Almbahn 2 |                                        |
| Standort:                             | Finkenberg, Österreich                 |
| Bauart:                               | 8er-Einseilumlaufbahn                  |
| Baujahr:                              | 2003                                   |
| Berg:                                 | Penken                                 |
| Talstation:                           | Mittelstation , 1760 m ü. A.           |
| Bergstation:                          | Penkenjoch , 2095 m ü. A.              |
| Höhendifferenz:                       | 330 m                                  |
| Streckenlänge:                        | 860 m                                  |
| Fahrdauer:                            | 7 min                                  |
| Fahrgeschwindigkeit:                  | 5 m/s                                  |
| Anzahl der Gondeln:                   | 48 Stk.                                |
| Anzahl der Stützen:                   | 11 Stk.                                |
| Kapazität:                            | 2880 Pers./Stunde                      |
| Hersteller:                           | Doppelmayr                             |
| Betreiber:                            | Zillertaler Gletscherbahn GmbH & Co KG |
| Website:                              | www.hintertuxergletscher.at            |

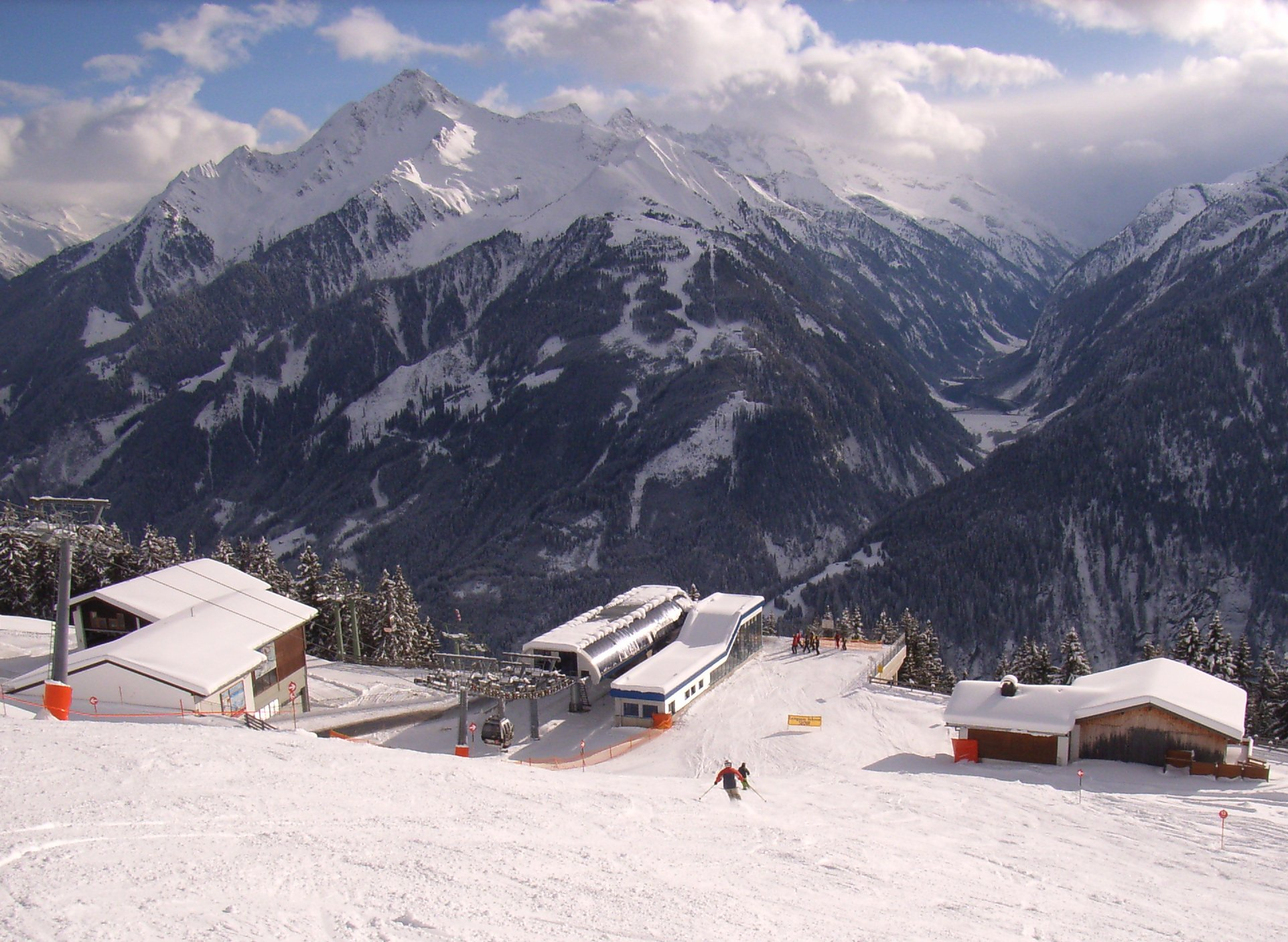
Die Mittelstation der Finkenberger Almbahnen (2008)

Finkenberger Almbahnen ist die Bezeichnung für zwei in den Tuxer Alpen gelegenen Luftseilbahnen, die in ihrer Kombination vom Talgrund des Zillertales in das Schigebiet Zillertal 3000 hinaufführen.

## Technische Daten
Die Finkenberger Almbahnen bestehen aus zwei separaten Seilbahnen, die an dem als Mittelstation bezeichneten Ort miteinander verknüpft sind. Bei dieser Mittelstation handelt es sich allerdings nicht um den Zwischenhalt einer durchgängigen Seilbahn, sondern um die Berg- und Talstationen zweier autarker Bahnen.
Die am 17. Mai 1968 gegründete Finkenberger Almbahnen GesmbH erschloss mit dem Bau einer Doppelsesselbahn das Penkenjoch von Finkenberg aus. Die erste Sektion der Sesselbahn wurde im August 1969 in Betrieb genommen und führte bis auf 1760 m Seehöhe zur sogenannten Mittelstation. Von dort aus führte eine im Herbst 1969 fertiggestellte zweite Doppelsesselbahn auf das in 2095 m Höhe gelegene Penkenjoch.
Der südliche und tieferliegende Teil der Finkenberger Almbahnen (Sektion 1) wurde 1987 durch eine Einseilumlaufbahn ersetzt, mit deren Kabinen (Typ CWA Omega VA) jeweils vier Personen befördert werden konnten. Die Talstation dieser neuen Bahn lag im Vergleich zu der des alten Doppelsesselliftes etwas weiter südlich auf der anderen Seite der durch den Ort führenden Straße in Finkenberg auf einer Höhe von 878 Metern. Von dort führte die Bahn über eine Streckendistanz von knapp 2 Kilometern bis zur Mittelstation. Dort endet die erste Teilstrecke der Bahn und ein Aus- und Umstieg zum zweiten Teil der Seilbahn ist erforderlich. Die Sesselbahn der zweiten Sektion wurde 1990 noch einmal mit neuen Sesseln versehen und die Förderleistung erhöht; im Jahre 2003 erfolgte schließlich ein Neubau einer Einseilumlaufbahn mit Kabinen für acht Personen (Typ CWA Omega III), deren Trasse etwa 50 m südwestlich der alten Sesselbahn verläuft. Über eine Distanz von 860 Metern führt dieses Teilstück der Bahn bis zu der auf dem Gipfelplateau des Penken befindlichen Bergstation.
Nach Abschluss der Wintersaison 2016/2017 wurde Ende April 2017 mit dem Abriss der Finkenberger Almbahnen Sektion 1 begonnen. Die alte 4er-Gondelbahn aus dem Jahre 1987 wurde zur Wintersaison 2017/2018 durch eine moderne Bahn (D-Line von Doppelmayr) mit Kabinen (CWA Omega IV) für jeweils 10 Personen ersetzt. Im Zuge dieses Neubaus wurden auch die Tal- und Bergstation der ersten Sektion neu erstellt. Die neue Seilbahn wurde schließlich nach 7 Monaten Bauzeit am 2. Dezember 2017 eröffnet. Diese legt die Strecke von ca. 1.800 m in einer Fahrzeit von 7 min zurück. Mithilfe von 56 eingesetzten Kabinen kann so nun eine Förderleistung von 2.400 Personen pro Stunde erreicht werden.